# Microserica malaccensis
Microserica malaccensis är en skalbaggsart som beskrevs av Brenske 1893. Microserica malaccensis ingår i släktet Microserica och familjen Melolonthidae. Inga underarter finns listade i Catalogue of Life.